# Ract
Ract je priimek več oseb:
- Francisque-Célestin Ract-Brancaz, francoski general
- René-Théodre-Marie Ract-Madoux, francoski general